# Alfred Franck
Alfred Heinrich Bruno Franck (* 29. Juli 1878 in Lauda-Königshofen; † 24. August 1963 in Freiburg im Breisgau) war ein deutscher Jurist und Landrat.

## Leben
Franck wurde als Sohn eines Architekten geboren und studierte nach seinem Abitur Rechtswissenschaften in Heidelberg. Dort wurde er 1897 Mitglied der schwarzen Verbindung (seit 1909) Burschenschaft Vineta Heidelberg. Nach seinen juristischen Staatsprüfungen 1901 und 1905 wurde er Regierungsassessor in Engen. 1914 wurde er Amtmann beim Bezirksamt Pforzheim, 1918 beim Bezirksamt Offenburg und 1920 beim Bezirksamt Freiburg. Nach einer Beförderung war er 1922 Oberamtmann und Bezirksamtsvorstand in Schönau. 1924 wurde er Landrat in Schopfheim und 1932 im Landkreis Konstanz. Zum 1. Mai 1933 trat er der NSDAP bei (Mitgliedsnummer 2.567.831). Von 1935 bis 1945 war er Präsident der Badischen Landwirtschaftlichen Berufsgenossenschaft in Karlsruhe. 1945 wurde er für kurze Zeit interniert und 1950 in den endgültigen Ruhestand versetzt.